# Тектологія
Тектологія, або «загальнонаукова організаційна наука» — наукова дисципліна, що була розроблена вченим-економістом О. О. Богдановим в 20-х роках XX століття. Дисципліна була незрозумілою та невизнаною його сучасниками.
Його робота Тектологія: Загальнонаукова організаційна наука була опублікована в Росії між 1912 та 1917 роками. В роботі передбачені багато ідей, що пізніше були популяризовані Норбертом Вінером в кібернетиці та Людвигом фон Берталанфі в загальній теорії систем. Припускають, що Вінер та Берталанфі читали німецький переклад Тектології, що був опублікований в 1928 році.
В тектології Богданов зробив першу сучасну спробу сформулювати найбільш загальні закони організації. Тектологія вивчає феномени холізму, емерджентності та системного розвитку. Тектологія як конструктивна наука поєднує елементи в функціональні одиниці на основі загальних законів організації.
Виходячи з приниципу емпіричного монізму (1899) він не визнає різниці між спостереженням та сприйняттям, а тому кладе початок загальній, емпіричній, міждисциплінарній науці фізичної організації як доцільній єдності та попередниці теорії систем та холізму.
Ціле в тектології та закони його цілісності були взяті скоріше з біологічного, а не з фізичного погляду на світ. Виходячи з трьох наукових циклів, що складають бази тектології (математичний, фізико-біологічний та натурально-філософський), можна стверджувати, що саме фізико-біологічний цикл є центральною концепцією теорії.
Відправною точкою розвитку тектології була природа, організований механізм з єдиною множиною законів організації для всіх об'єктів. Ця множина законів також організовує внутрішній розвиток складних систем, так звана макро-парадигма. Богданов сприймав природу у вигляді організації взаємопов'язаних систем. Тектологія Богданова передбачила основні положення теорії складних систем, теорії хаосу та фракталів.